# ديفيد ثيردكيل
ديفيد ثيردكيل (بالإنجليزية: David Thirdkill)‏ مواليد 12 أبريل 1960 في سانت لويس، هو لاعب كرة سلة محترف أمريكي معتزل تحول إلى التدريب بعد الاعتزال بدأ مسيرته الاحترافية في سنة 1982 حيث تم اختياره من قبل فريق فينيكس صنز خلال الدرافت، وحمل الرقم 40 و22 و21 و45. يبلغ طوله 6 قدم 7 بوصة (2.0 م). اعتزل اللعب في 1996.

## فرق لعب لها
- فينيكس صنز
- ديترويت بيستونز
- ميلووكي باكز
- سان أنطونيو سبرز
- بوسطن سيلتكس
- فيرتوس روما
- هابويل تل أبيب - إسرائيل

## روابط خارجية
- ديفيد ثيردكيل على موقع إن بي أي (الإنجليزية)
- ديفيد ثيردكيل على موقع سبورتس رفرنس (الإنجليزية)
- ديفيد ثيردكيل على موقع كلية كرة السلة في سبورتس رفرنس.كوم (الإنجليزية)
- ديفيد ثيردكيل على موقع ريلجم (الإنجليزية)
- ديفيد ثيردكيل على موقع بروبوليرز (الإنجليزية)